# Gottle O'Geer
Gottle O'Geer är Fairport Conventions elfte studioalbum, utgivet 1976. 
Under turnéerna efter skivan Nine sprack gruppen återigen och arbete började på ett soloalbum för Dave Swarbrick, det som utvecklades till Gottle O'Geer (som ska läsas som fylleslang för "Bottle of Beer"). Gruppen var i princip nu en trio med Swarbrick, Pegg och Rowland, och på skivan medverkar en rad musiker, bland annat Martin Carthy, före detta medlemmen Simon Nicol och duon Gallagher & Lyle. Notabelt är att skivan gavs ut under gruppnamnet Fairport, utan tillägget Convention, samt att Simon Nicol agerade inspelningstekniker. För att turnera med låtarna sattes en tillfällig sexmannagrupp ihop. Denna sättning, som bland annat innehöll den bretagnska gitarristen Dan Ar Bras, dokumenterades aldrig på skiva.

## Låtlista
1. "When First into This Country" (trad) - 2:30
2. "Our Band" (Swarbrick) - 2:04
3. "Lay Me Down Easy" (Swarbrick/Rowland) - 5:19
4. "Cropredy Capers" (Swarbrick/Rowland/Pegg) - 3:09
5. "The Frog Up the Pump (Jig Medley)" (trad) - 3:16
6. "Don't Be Late" (Swarbrick/Rowland) - 3:24
7. "Sandy's Song" (Denny) - 3:37
8. "Friendship Song" (Gallagher/Lyle) - 3:01
9. "Limey's Lament" (Swarbrick/Rowland) - 4:35

## Medlemmar på skivan
- Dave Swarbrick, fiol, sång, mandolin, gitarr, autoharp, dulcimer
- Dave Pegg, bas, mandolin, sång
- Bruce Rowland, trummor, keyboard, sång